# Кирейко Тарас Віталійович
Кирейко Тарас Віталійович — український актор.
Народився 11 березня 1960 р. Син композитора В. Д. Кирейка. Закінчив Київський державний інститут театрального мистецтва ім. І. Карпенка-Карого (1983).
Знявся у фільмах: «Слухати у відсіках» (1984, лікар), «Звинувачується весілля» (1986, епіз.), «Державний кордон» (1987, фільм 8-й, рядовий Орлов), «Жменяки» (1987, Василь Бриль), «Сіроманець» (1988, журналіст), «Хочу зробити зізнання» (1989), «Важко бути богом» (1989, епіз.), «Гріх» (1991), «Вірний Руслан» (1991, господар Руслана), «Злочин з багатьма невідомими» (1993) та ін.